# Acalypha macrostachyoides
Acalypha macrostachyoides är en törelväxtart som beskrevs av Johannes Müller Argoviensis. Acalypha macrostachyoides ingår i släktet akalyfor, och familjen törelväxter. Inga underarter finns listade i Catalogue of Life.